# Melchie Dumornay
Melchie Dumornay (født 17. august 2003) er en kvindelig haitiansk fodboldspiller, der spiller midtbane for franske Olympique Lyonnais Féminin i Division 1 Féminine og Haitis kvindefodboldlandshold. Hun anses for at være en af tidens største talenter i kvindefodbold, hvorfor hun i 2022 også vandt fodboldmagasinet Goal.coms NXGN award som den bedste teenage spiller i verden. Den 16. januar 2023 blev det annonceret, at Dumornay havde skrevet kontrakt med de forsvarende mestre i franske Division 1 Féminine, Olympique Lyonnais Féminin fra start den 1. juli 2023. Hun har kontrakt med klubben frem til juni 2026.
I 2020 fik hun officielt debut på det haitiske landshold i OL-kvalifikationskamp mod Haiti, hvor hun startede inde og spillede samtlige 90 minutter. To år efter, den 21. februar 2022, scorede Dumorney to gange i den sidste VM-kvalifikationskamp mod Chile, hvilket sikrede landsholdet deres historiske slutrundedebut. Hun blev i juni 2023 udtaget til den officielle trup frem mod VM i fodbold 2023 i Australien/New Zealand for Haitis landshold.